# Guignardia gaultheriae
Guignardia gaultheriae är en svampart som beskrevs av Aa 1973. Guignardia gaultheriae ingår i släktet Guignardia och familjen Botryosphaeriaceae.   Inga underarter finns listade i Catalogue of Life.